# Cardioecia purpurascens
Cardioecia purpurascens är en mossdjursart som först beskrevs av Hutton 1873.  Cardioecia purpurascens ingår i släktet Cardioecia och familjen Diastoporidae. Inga underarter finns listade i Catalogue of Life.